# 에이설강

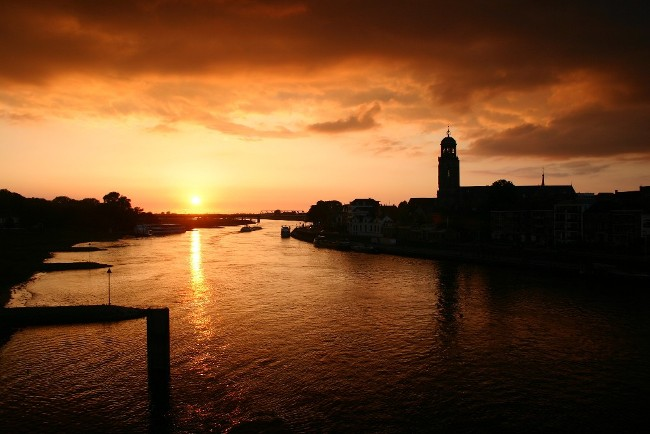
에이설강의 석양

에이설강(네덜란드어: IJssel)은 네덜란드 헬데를란트주, 오버레이설주에 위치한 강으로 길이는 125 km, 평균 유랑은 340 m3/s이다. 홀란처에이설강(Hollandse IJssel)의 혼동을 피하기 위해 헬데르서에이설강(Gelderse IJssel)이라고 부르기도 한다.
고대 로마 시대에 이살라강(Isala)으로 알려진 강이다. 아른험 동쪽에 위치한 베스테르보르트(Westervoort)에서 라인강과 갈라진 다음에 에이설호(1932년 대규모 간척 사업을 통해 입구를 막는 물막이 둑인 아프슬라위트데이크(Afsluitdijk)가 완성되기 이전까지는 자위더르해) 방향으로 흘러간다.
에이설강과 접한 주요 도시로는 아른험, 데벤터르, 즈볼러가 있다. 에이설강 아래쪽에는 네덜란드-독일 국경을 흐르는 강인 아우더에이설강이 흐른다.